# 百瀬明治
百瀬 明治（ももせ めいじ、1941年1月2日 - 2016年10月26日）は、日本の著作家。

## 来歴
長野県松本市生まれ。京都大学文学部国史学科卒。25歳で青春小説でデビュー。平凡社で『季刊歴史と文学』の編集長を務め、38歳から歴史作家として、会田雄次、邦光史郎との共著などを含めて活動を始める。仏教史、宗教史への関心が深い。

## 著書

### 単著
- 『青春コンビ東海道をゆく』三一書房（高校生新書）1966年
- ｢みちたりて明日……｣三一書房（高校生新書）1969年
- 『日蓮の謎 激動の今日に甦る“生の哲学"』祥伝社（ノン・ブック）1979年 「日蓮はそこにいる」文庫
- 『暗殺の歴史 陰の日本史』日本書籍 1980年 のち広済堂文庫
- 『日本型リーダーの魅力』プレジデント社 1982年 のち三笠書房知的生き方文庫
- 『「軍師」の研究 企業を甦らせる参謀学』PHP研究所 1983年 のち文庫、「乱世を勝ち抜く!」ワック文庫
- 『名僧人物伝 日本的発想の研究』力富書房 1984年
- 『「適塾」の研究 なぜ逸材が輩出したのか』PHP研究所 1986年 のち文庫
- 『心をつかむ 祖師・高僧の生き方・考え方』力富書房 1986年
- 『戦いにおける「勢い」の研究 何が組織に勝利をもたらしたか』PHP研究所 1987年
- 『ブレーンの力 武将の戦略を支えた名僧たち』佼成出版社 1988年
- 『大実業家・蓮如 親鸞を継ぎ日本最大の組織を創った男』祥伝社（ノン・ブック）1988年
- 『生きる極意 足利尊氏「悪の行動学」』三笠書房 1988年 「足利尊氏」PHP文庫
- 『信玄と信長「天下」への戦略 戦国を駆けた両雄の軌跡』PHP研究所 1988年 のち文庫
- 『開祖物語 仏教の道を開いた超人たち』PHP文庫 1989年
- 『坂本竜馬おもしろ事典』紀行社 1989年 『坂本龍馬 シリーズ歴史と人物』角川ソフィア文庫 2009年
- 『平安世紀末・考 総合から選択へ』河出書房新社 1989年
- 『最澄』淡交社（京都・宗祖の旅）1990年
- 『乱世を罷り通る チャンスの機微』ダイヤモンド社 1990年 「チャンスのつかみ方」PHP文庫
- 『道元』淡交社（京都・宗祖の旅）1990年
- 『出口王仁三郎の生涯 カリスマ性と合理性をあわせもつ男』PHP研究所 1991年 のちPHP文庫、ケイブンシャ文庫
- 『戦国名将の条件・参謀の条件』PHP文庫 1992年
- 『信長・秀吉・家康の戦略 乱世を彩る英傑の生きざま!』大陸文庫 1992年
- 『戦国武将の妻たち』PHP研究所 1993年
- 『危機を乗り切るここ一番の決断力』ベストセラーズ（ワニの本）1993年
- 『御家騒動 江戸の権力抗争』講談社現代新書 1993年 のち中公文庫
- 『徳川吉宗』角川選書 1995年
- 『徳川秀忠 三百年の礎を築いた男』経営書院 1995年 のちPHP文庫
- 『日本名城秘話』徳間文庫 1995年
- 『武将と名僧』清流出版 1996年 「名将の陰に名僧あり」祥伝社黄金文庫
- 『名君と賢臣 江戸の政治改革』講談社現代新書 1996年
- 『組織の成功哲学 歴史に見る11のケーススタディ』PHP研究所 1997年
- 『徳川慶喜 最後の将軍』講談社火の鳥伝記文庫 1997年
- 『小説蓮如』PHP研究所 1998年 のち学研M文庫
- 『戦国名将名言録 激動の時代に生き残るリーダーの心得』小学館ジェイブックス）1998年
- 『「安倍晴明」ワールド 現代に生きる千年の“闇"』アートブック本の森 1999年
- 『高野山、超人・空海の謎 真言密教と末法思想の源流とは』祥伝社文庫 1999年
- 『怪傑!大久保彦左衛門 天下の御意見番の真実』集英社新書 2000年
- 『日本人は「死後」に何を託してきたか 歴史に学ぶ』祥伝社（ノン・ブック）2001年
- 『般若心経の謎 なぜ、日本人の心を魅きつけるのか』PHP文庫 2001年
- 『瑩山紹瑾の生涯 曹洞宗太祖・常済大師 高祖道元の衣鉢を弘布した名僧』毎日新聞社 2002年
- 『清福と貪欲の日本史 日本人の本道とは何か』角川oneテーマ21 2003年
- 『名僧百言 智慧を浴びる』祥伝社新書 2005年
- 『天下人を育てた参謀の知略 歴史に学ぶリーダーシップの要諦』梧桐書院 2009年

### 共著
- 『京洛十二帖』邦光史郎 駸々堂出版 1970年
- 『平家物語の舞台』邦光史郎共著 駸々堂出版（京都文庫）1971年 のち徳間文庫
- 『戦国武将新研究 危機突破の必勝経営術』会田雄次共著 力富書房 1985年
- 『危機の行動力 幕末人物新研究』会田雄次 力富書房 1986年
- 『明治維新の東本願寺 日本の最大の民衆宗教はいかに激動の時代を生きぬいたか 嵐のなかの法城物語』奈良本辰也共著 河出書房新社 1987年
- 『徳川三代天下人への賭け』高野澄共編 アートダイジェスト 1999年
- 『京都道元禅師を歩く』杉田博明共編著 京都新聞社 1999年
- 『絵で見る江戸の女たち』原田伴彦、遠藤武共著 柏書房 2006年

### 編訳
- 大久保彦左衛門著、百瀬明治編訳『三河物語』徳間書店、1992年12月31日。